# Jean-Joseph Carriès
Jean-Joseph Carriès nacido el 15 de febrero de 1855 en Lyon, fue un escultor, ceramista y modelador francés, que gozó de gran fama a finales de siglo XIX y fallecido el 1 de julio de 1894 en París.

## Cerámicas del Petit Palais
En el Museo del Petit Palais de París, se presenta una sala dedicada a Jean-Joseph Carriès, entre otras están expuestas las siguientes piezas de cerámica:

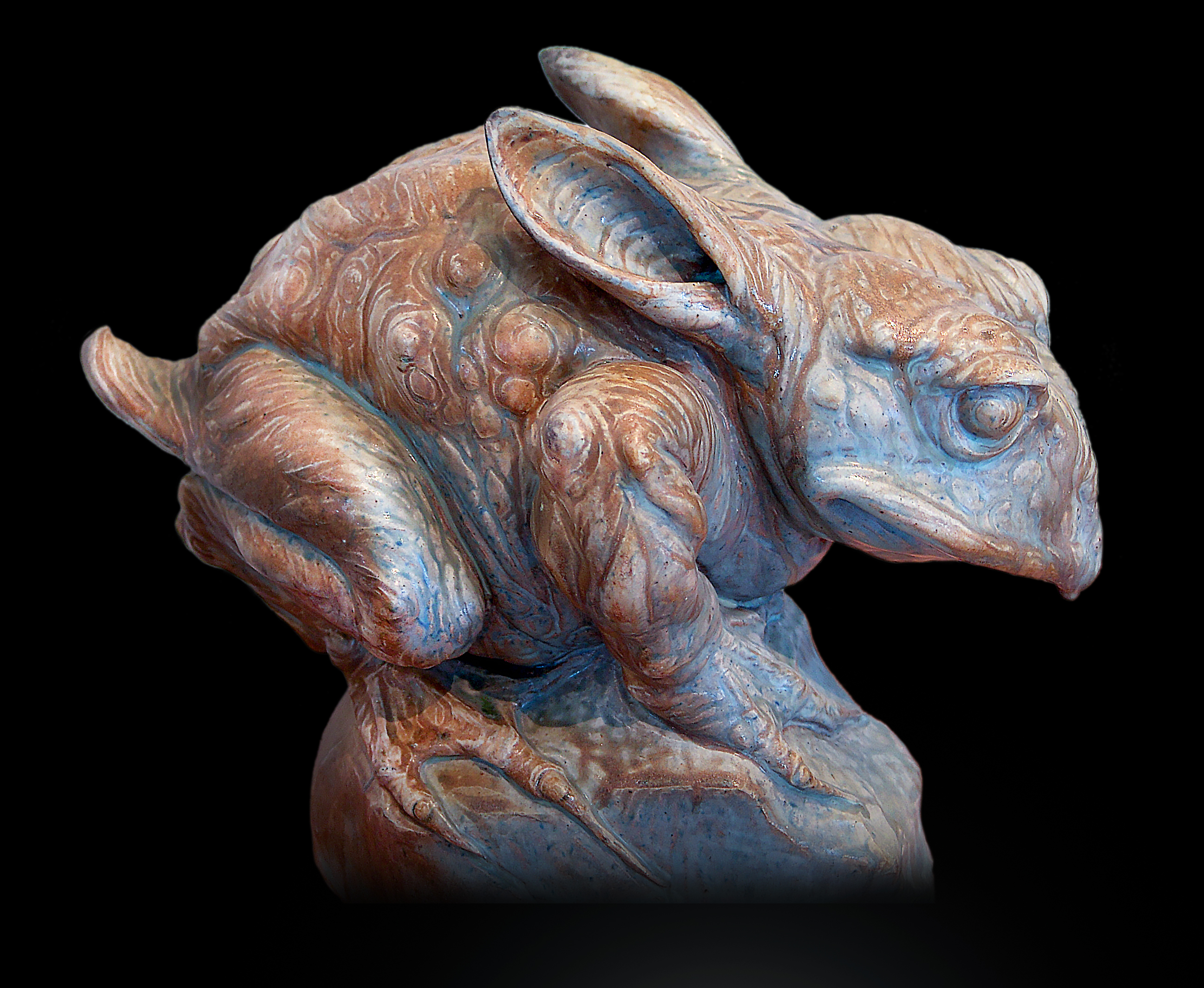
Rana con orejas de conejo
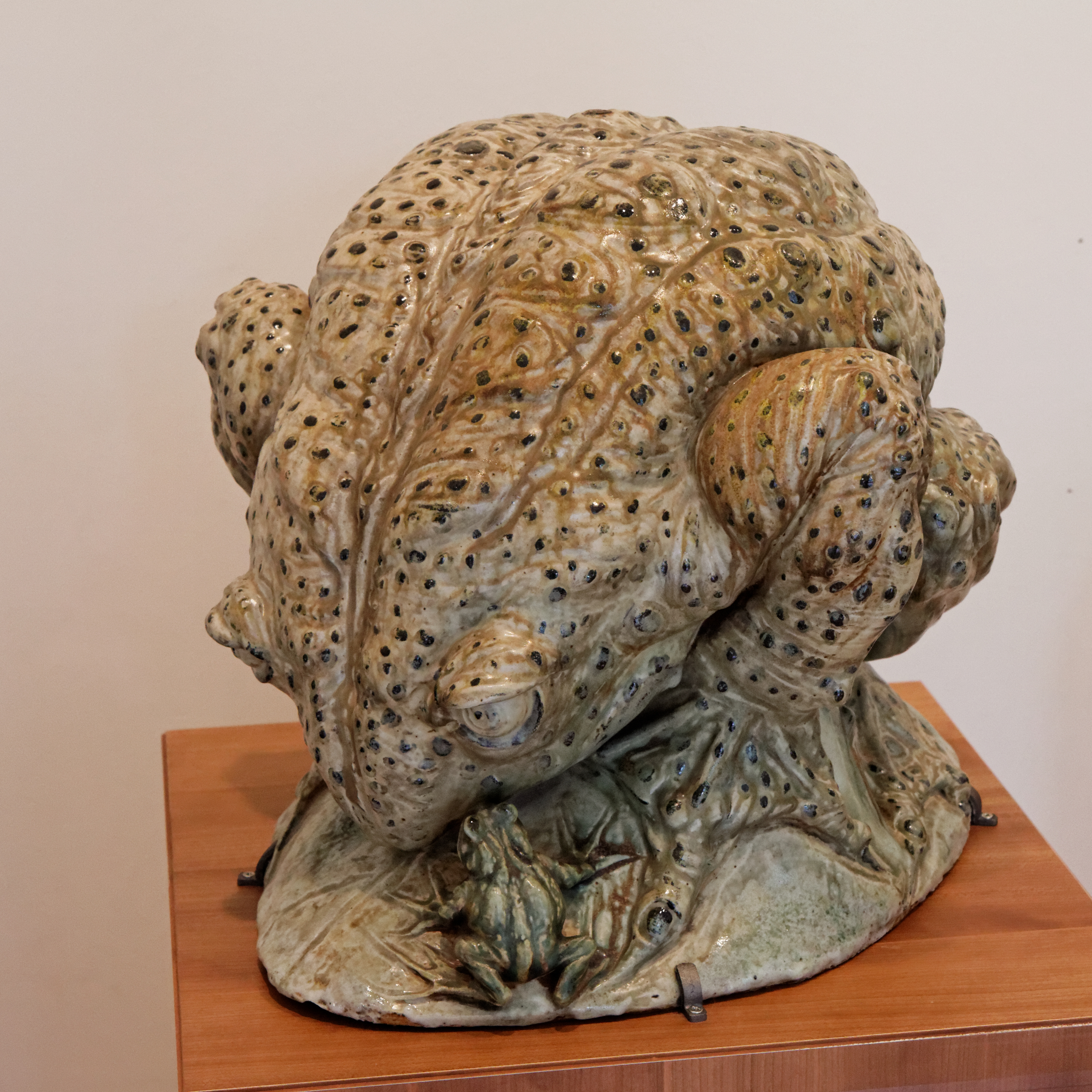
Crapaud et grenouille
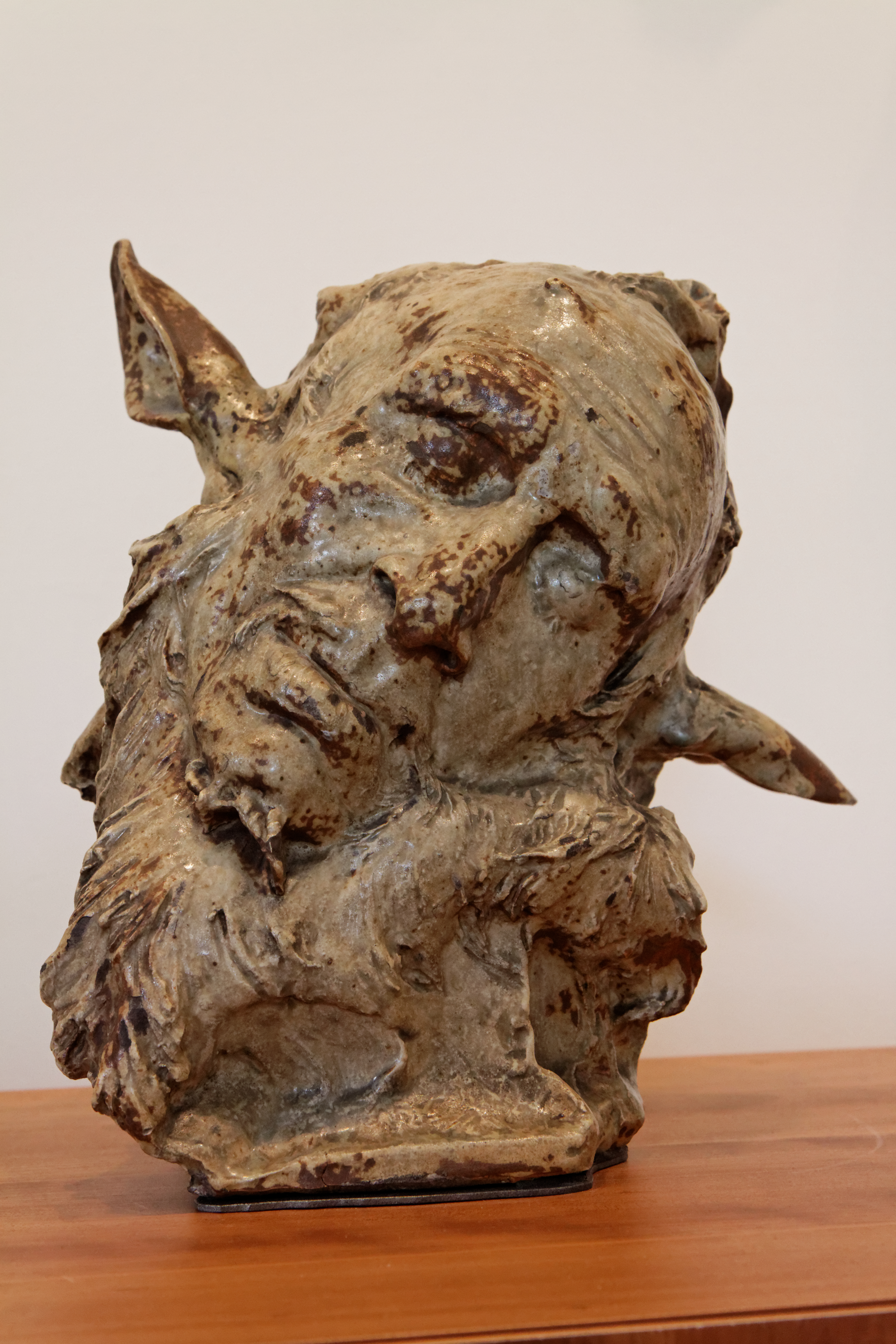
Fauno
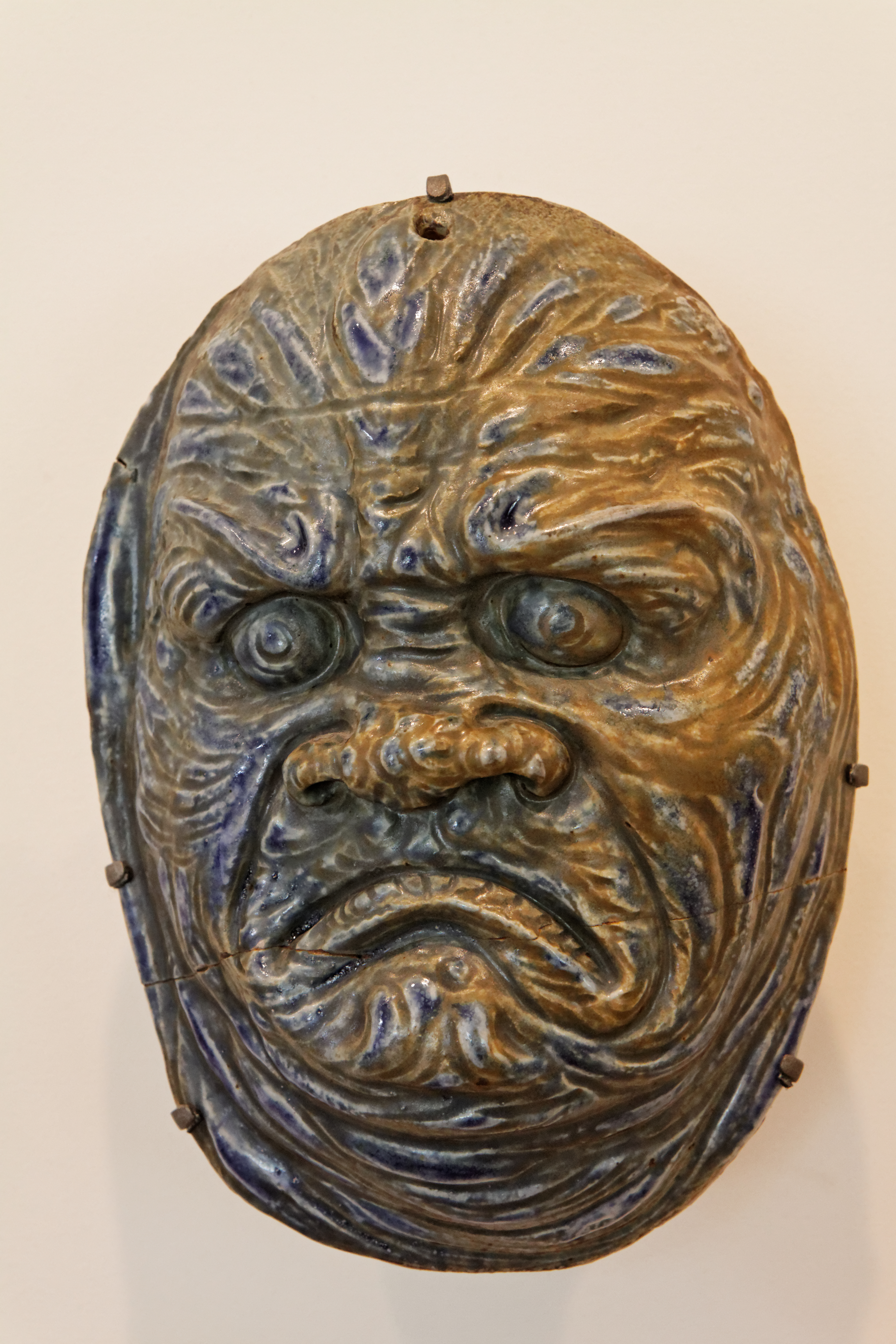
Masque d'horreur
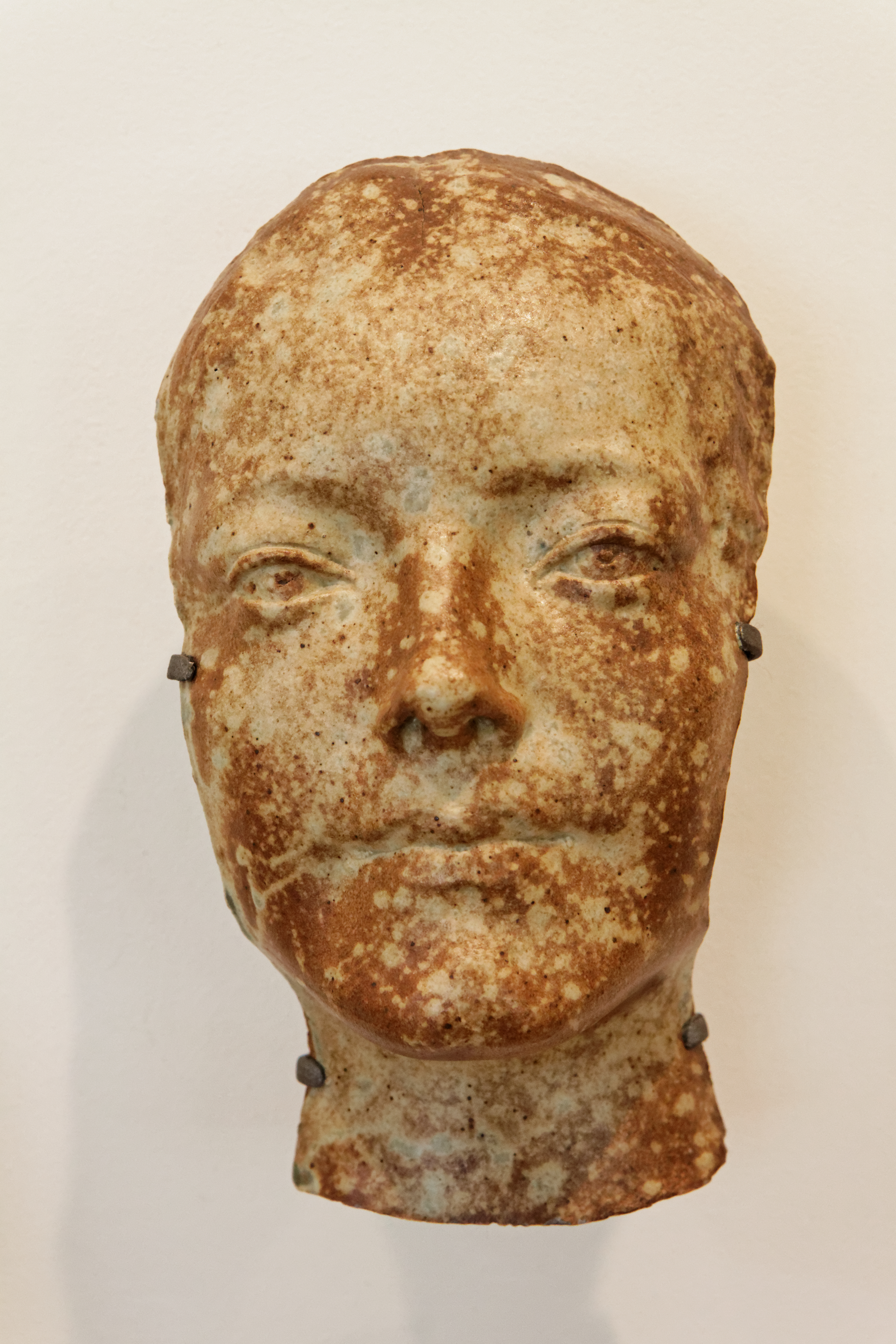
Masque de jeune fille
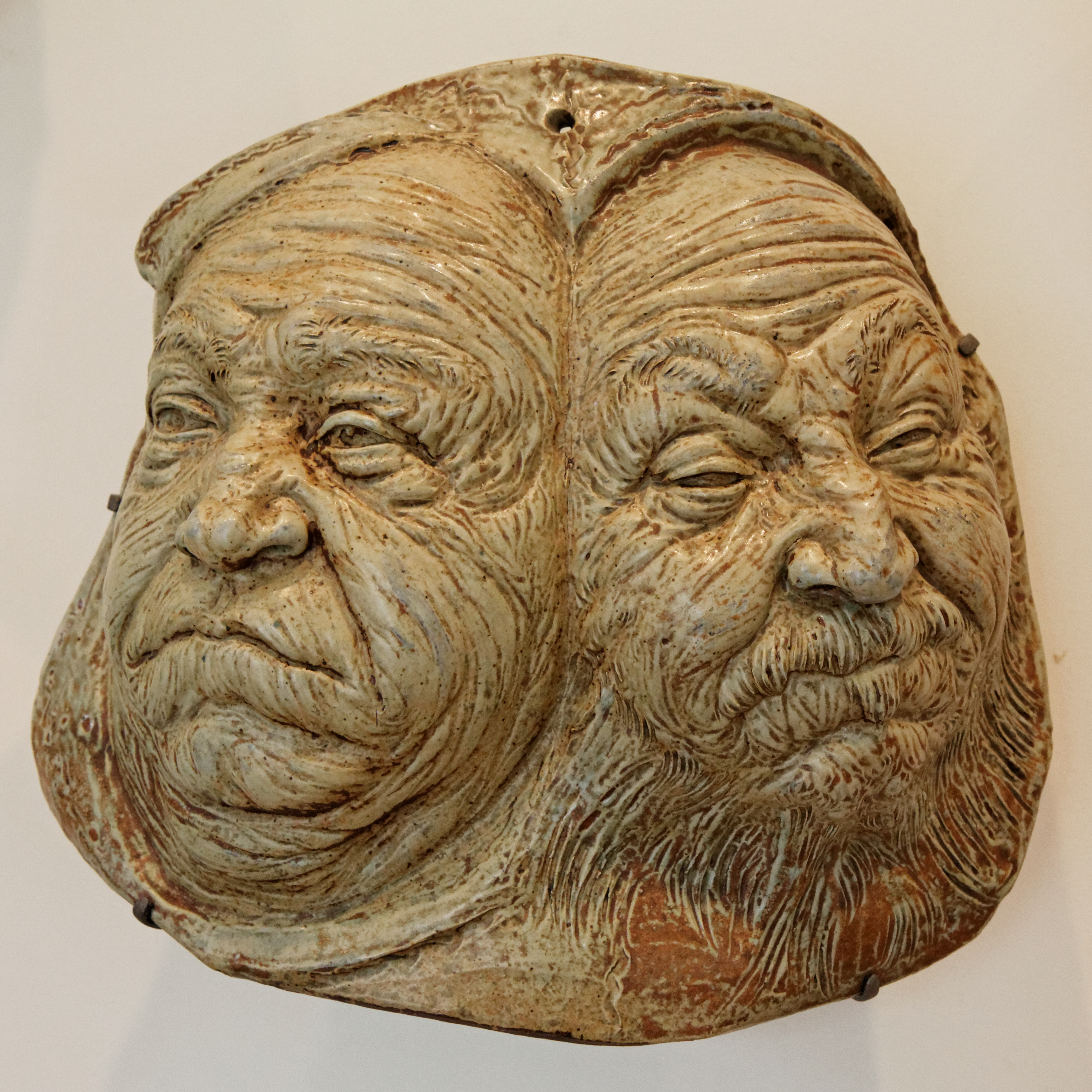
Masques accolés

Pulsar sobre la imagen para ampliar. 